# Ampelisca typica
Ampelisca typica is een vlokreeftensoort uit de familie van de Ampeliscidae. De wetenschappelijke naam van de soort is voor het eerst geldig gepubliceerd in 1856 door Bate.
A. typica komt voor in het Belgische deel van de Noordzee.